# Medlice u Budišova nad Budišovkou
Medlice (deutsch Mödlitz) ist eine Wüstung in der Gemeinde Jakartovice im Okres Opava in Tschechien.

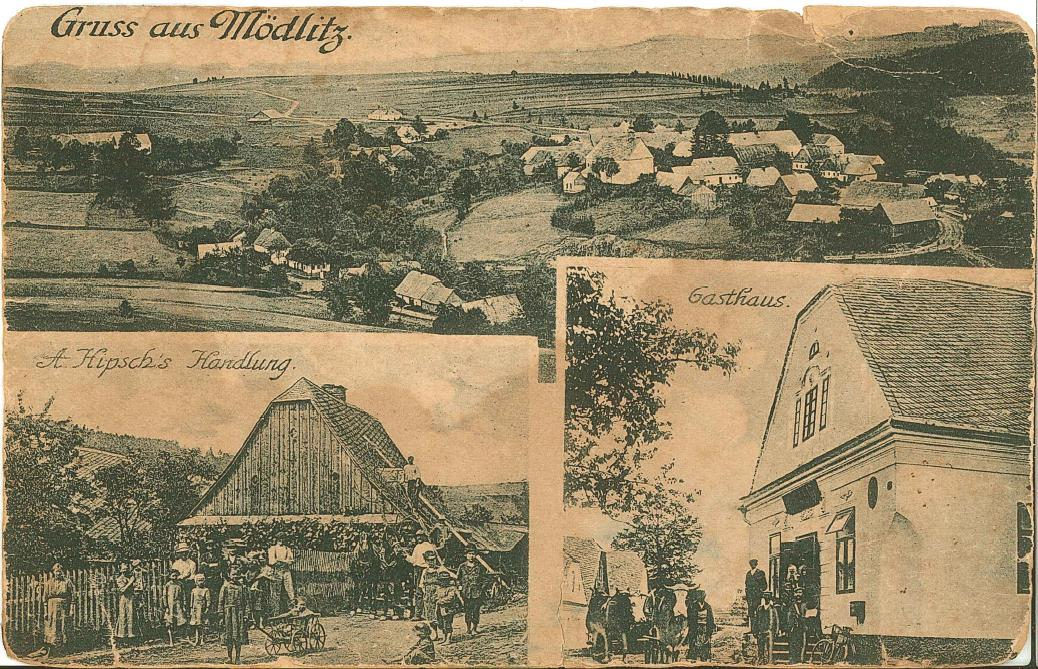
Ortsansicht 1919

## Geographie
Das Dorf lag in 475 m Seehöhe, 20,6 km nordöstlich von Moravský Beroun bzw. 11,5 km nordöstlich von Dvorce am linken Mohraufer am Fuße des Burgruine Medlice auf einer Anhöhe, hart an der Grenze von Mähren zu Schlesien.

## Geschichte
Die Häuser standen dicht gedrängt und bildeten ein Rund- oder Haufendorf. Im Urbar von 1600 wird der Ort als Städtlein Medlitz erwähnt, war ganz deutsch und besaß eine Erbvogtei. Über die Größe des Ortes im Jahre 1600 unterrichtet das Urbar der Herrschaft Sternberk: "Und seindt in diesem Städtlein bloß 12 Gesessene". Es war ein kleiner Burgflecken, das durch die ungünstigen Existenzbedingungen zum Dorf herabsank. 1826 verbrannten alle Bauernhöfe samt Kirche und Schule, wodurch die Einwohner in die tiefste Armut versetzt wurden.
1834 besaß "Mödlitz"/"Medlice" 45 Häuser mit 333 Einwohnern (148 männlich und 185 weiblich), war nach Hořejší Kunčice eingepfarrt, besaß aber eine dem obrigkeitlichen Patronat unterstehende Schule, sowie eine im Jahr 1766 zur Heimsuchung Mariens erbaute Tochterkirche mit einem Altar und zwei Glocken aus 1480 und 1505, in der von Hořejší Kunčice aus Gottesdienst gehalten wurde. Das erste hölzerne Kirchlein wurde 1569 erbaut und gehörte zur Pfarrei Hořejší Kunčice. Die 1766 erbaute Kirche hatte keinen ausgeprägten Stil und nur ein kleines Türmchen auf dem Kirchendach. Rings um die Kirche lag der Friedhof. Der erste geregelte Unterricht wurde um das Jahr 1780 erteilt. Das zuletzt benützte Schulhaus wurde 1824 durch den Fürsten Liechtenstein erbaut. Es war eines der kleinsten Schulhäuser im Bezirk und hatte ein Lehrzimmer von 6,3 m mal 5,6 m bei 40 Schulkindern. Es stand direkt neben der Kirche.
Nach der Volkszählung von 1921 zählte das Dorf 74 Häuser mit 77 Wohnparteien. Von den 303 Einwohnern (149 männlich, 154 weiblich) waren 297 Deutsche und 6 Staatsfremde, 301 waren römisch-katholisch und 2 evangelisch getauft. Das Gemeindegebiet umfasste 570 ha Fläche und zwar 344 ha Acker, 79 ha Wiese, 19 ha Hutweide, 92 ha Wald und 36 ha unbebauten Boden.
Die Gemeinde Mödlitz/Medlice bestand aus den Ortsteilen Mödlitz, Mährisch Hartau/Moravská Harta, Steinmühle/Kamenný Mlýn, Kunzendorfer Mühle/Kunčický Mlýn, Heidenpiltscher Mühle/Bílčický Mlýn.
Nach dem Münchner Abkommen wurde Mödlitz dem Deutschen Reich zugeschlagen und gehörte bis 1945 zum Landkreis Bärn.
Nach der Vertreibung der deutschen Bevölkerung in den Jahren 1945/46 nahm die Einwohnerzahl rapide ab.
Nachdem zwischen 1948 und 1955 die Trinkwassertalsperre Kružberk entstand, wurde Medlice wie auch Lesy und Kerhartice aufgelöst. Die meisten Gebäude wurden abgebrochen oder planiert. Die Fluren von Medlice wurden zunächst der Gemeinde Hořejší Kunčice zugeschlagen und 1974 mit dieser nach Jakartovice eingemeindet.